# ترانه‌ای برای یادآوری
ترانه‌ای برای یادآوری (به انگلیسی: A Song to Remember) نام فیلمی محصول سال ۱۹۴۵ و کلمبیا پیکچرز است. این فیلم در سبک زندگینامه‌ای می‌باشد و از تکنی‌کالر برای فیلمبرداری آن استفاده شده است. این فیلم داستان زندگی پیانیست و آهنگساز لهستانی، فردریک شوپن می‌باشد که چارلز ویدور آن را کارگردانی کرد. ستارگانی که در این فیلم به ایفای نقش پرداختند عبارت اند از: کورنل وایلد (در نقش شوپن)، مرل اوبرون (در نقش ژرژ ساند)، پل مونی (در نقش جوزف الزنر)، استفن بکاسی (در نقش فرانتس لیست) و نینا فوخ.
کورنل وایلد به خاطر ایفای نقش در این فیلم نامزد جایزه اسکار بهترین بازیگر نقش اول مرد شد.

## بازیگران
- پل مونی
- کورنل وایلد
- مرل اوبرون
- نینا فوخ
- جرج کولوریس
- فرانک پولیا
- هوارد فریمن
- مایکل ویزاروف
- فرن اِمِت